# Institut Nacional per la Investigació Agronòmica
L'Institut Nacional per la Recerca Agronòmica (oficialment en francés Institut national de la recherche agronomique o INRA) era un organisme francès amb seu a París fundat el 1946 i dedicat a investigacions agronòmiques orientades. El seu president era, des del 2016, Philippe Mauguin, i comptava amb un pressupost de 877,6 milions d'euros.
L'1 de gener de 2020 es va fusionar amb l'IRSTEA, l'Institut national de recherche en sciences et technologies pour l'environnement et l'agriculture (Institut nacional d'investigació en ciències i tecnologies pel medi ambient i l'agricultura), per donar lloc a l'Institut national de recherche pour l'agriculture, l'alimentation et l'environment (INRAE).
El 1984 s'havia convertit en un institut públic de caràcter científic i tecnològic (EPST, sota la tutela del Ministeri d'Educació Superior i d'Investigació i del Ministeri d'Agricultura de França). Va ser el primer institut d'investigació agronòmica a nivell europeu i segon a nivell mundial, l'INRA duia a terme investigacions orientades amb vista a una alimentació adaptada, un medi ambient preservat i una agricultura competitiva i sostenible que respecti els territoris i els recursos naturals.

## Organització
L'INRA compta amb 1.826 investigadors en l'àmbit de la biologia, de les ciències de la matèria i de les ciències humanes, 2.396 enginyers, 4.354 tècnics i empleats administratius, que obren al servei d'una estructura d'investigació única. A més, cada any s'obren les portes a 1.634 doctorats i a 1.000 investigadors i estudiants en pràctiques provinents d'altres països.
Les activitats d'investigació de l'INRA s'organitzen al voltant de diferents temàtiques repartides en 14 departaments científics:
- Alimentació humana
- Biologia vegetal
- Caracterització i elaboració de productes agrícoles
- Ecologia dels boscos, prats i medis aquàtics
- Medi ambient i agronomia
- Genètica animal

- Genètica i millora vegetal
- Matemàtiques i informàtica aplicades
- Microbiologia i cadena alimentària
- Fisiologia animal i sistemes de cria
- Sanitat animal
- Sanitat vegetal i medi ambient
- Ciències per l'acció i el desenvolupament
- Ciències socials, agricultura i alimentació, desenvolupament rural i medi ambient

L'INRA implementa estructures originals i bases de dades accessibles a la comunitat científica: observatoris d'investigació mediambiental, centres de recursos genètics, plataformes experimentals, etc.

## Centres i convenis de col·laboració
L'INRA compta amb 20 centres regionals, fins i tot als territoris francesos d'ultramar.
L'INRA té convenis de col·laboració científica amb els grans instituts d'investigació científica del món, les universitats, el sector de l'ensenyament agronòmica i veterinària, i participa tanmateix en la creació de l'Espai Europeu d'Investigació. L'institut també realitza múltiples intercanvis i col·laboracions amb la comunitat científica internacional de nombrosos països d'Europa, Amèrica, Àsia i Àfrica.

## Premis
Els Premis INRA, creats el 2006, recompensen el treball i la trajectòria d'homes i dones que han destacat en el camp de la investigació agronòmica: investigadors experimentats, joves talents i enginyers o tècnics que han facilitat la investigació.
- El 2006, el premi d'investigació agronòmica va ser atorgat a Georges Pelletier, director d'investigació en genètica vegetal en l'INRA.
- El 2007, va ser entregat a Jean Denarié, director d'investigació emèrit en el “Laboratori d'Interaccions entre Plantes i Microorganismes”.

## Edicions Quae
Des de l'1 de juliol de 2006, la seu de l'editorial Quae, que forma una agrupació d'interès econòmic (AIE), es troba a l'INRA. Té prop de 1000 títols al seu catàleg i edita i difon els treballs de l'INRAD, del CIRAD, del CEMAGREF i del IFREMER.

## Creació del Micral-N
El 1968 Alan Perreir, membre de l'INRA, volia trobar una manera econòmica de construir un sistema per calcular l'evapotranspiració de la seva collita. Va ser llavors quan François Gernelle va proposar fabricar una calculadora barata, i va acabar construint el primer microordinador, anomenat Micral-N.
La construcció es va començar el 1972 a París, i Gernelle va comptar amb la col·laboració d'André Truong per així crear el Micral-N. El programari va ser desenvolupat per Benchetrit. Jean-Claude Beckmann va dissenyar els controladors per emmagatzematge magnètic perifèric. Alain Lacombe va realitzar el sistema de memòria, el canal de velocitat alta, el subministrament de poder i el planell frontal.
El primer Micral-N va ser entregat a l'INRA el gener de 1973, i al febrer va ser comercialitzat per R2E, una companyia informàtica fundada per Gernelle i Truong, per un preu de 8.500 francs francesos, l'equivalent a uns $1750 actuals.
Segons el Computer History Museum el Micral-N va ser el primer equip personal i comercial basat en un microprocessador, l'Intel 8008, que en un principi anava a ser un xip per la Computer Terminals Corp. de Texas, però la companyia el va refusar perquè era massa lent i necessitava massa xips de suport, tot i que va acabar resultant un èxit.
El Micral-N funcionava a 500kHz, a aproximadament 50.000 instruccions per segon, i tenia totes les característiques d'un ordinador actual.